# Swaffham Town F.C.
Swaffham Town Football Club là một câu lạc bộ bóng đá bán chuyên nghiệp đến từ Swaffham, Norfolk, Anh. Hiện tại họ đang thi đấu ở Eastern Counties League Premier Division trên sân nhà Shoemakers Lane, là thành viên của Norfolk County FA.

## Lịch sử
Câu lạc bộ được thành lập năm 1892, vào đến chung kết Norfolk Junior Cup hai năm sau đó. Họ vô địch năm 1951 và một lần nữa ở mùa kế tiếp. Năm 1959 đội bóng di chuyển đến sân Shoemakers Lane, sau khi mua lại với giá £250.
Câu lạc bộ gia nhập Anglian Combination và vô địch Division Two mùa giải 1973–74. Năm 1990 họ được thăng hạng Division One của Eastern Counties League. Sau khi thắng ở hạng đấu này mùa giải 2001–02 thì họ được thăng hạng Premier Division. Tuy nhiên, ngay mùa giải đầu tiên đội bóng đã đứng cuối bảng Premier Division, xuống chơi lại ở Division One. Câu lạc bộ duy trì ở Division One đến cuối mùa giải 2014–15, sau khi được thăng hạng do về đích ở vị trí thứ 2.

## Đội hình hiện tại
Ghi chú: Quốc kỳ chỉ đội tuyển quốc gia được xác định rõ trong điều lệ tư cách FIFA. Các cầu thủ có thể giữ hơn một quốc tịch ngoài FIFA.
| Số | VT | Quốc gia | Cầu thủ           |
| -- | -- | -------- | ----------------- |
| —  | TM | Anh      | Lee Brookes       |
| —  | HV | Anh      | Liam Reed         |
| —  | HV | Anh      | Jake Platten      |
| —  | HV | Ý        | Matthew Castellan |
| —  | HV | Anh      | Dean Miller       |
| —  | TV | Anh      | Lewy Thompson     |
| —  | TV | Anh      | Jack Redhead      |
| —  | TV | Anh      | Michael Thompson  |
| —  | TĐ | Anh      | Alex Vincent      |
| —  | TĐ | Anh      | Joe Jackson       |
| —  | TĐ | Anh      | Joe Woods         |
| —  | TV | Anh      | George Hutton     |

| Số | VT | Quốc gia | Cầu thủ           |
| -- | -- | -------- | ----------------- |
| —  | HV | Anh      | Ashley Page       |
| —  | TV | Anh      | Luke Reed         |
| —  | HV | Anh      | Dwayne Hockton    |
| —  | TĐ | Anh      | Dylan Edge        |
| —  | TĐ | Anh      | Matthew Parkinson |
| —  | TV | Anh      | Mark Allibone     |
| —  | HV | Anh      | Aaron Porter      |
| —  | TM | Anh      | Josh Barnes       |
| —  | TĐ | Anh      | Nick Castellan    |
| —  | HV | Anh      | Matthew Prudence  |
| —  | TV | Anh      | Ashley St John    |

## Ban huấn luyện
- Huấn luyện viên: Paul Hunt
- Trợ lý huấn luyện viên: Lewis Hemeter
- Vật lý trị liệu: Sarah Brookes
- Bác sĩ: Gerry Palmer

## Danh hiệu
- Eastern Counties League Division One
  - Vô địch 2000–01
- Anglian Combination Division Town
  - Vô địch 1973–74
- Norfolk Junior Cup
  - Vô địch 1950–51, 1951–52

## Kỉ lục
- Thành tích tốt nhất ở FA Vase: Vòng 2, 1996–97
- Số khán giả đến cổ vũ: 250 với Downham Town, Eastern Counties League Cup, 3 tháng 9 năm 1991[3]